# Extol
Extol är ett kristet metalband från Bekkestua, Norge. Det går inte riktigt att klassificera dem eftersom de sedan 1998 har spelat black metal, death metal, thrash metal och på senaste albumet någon form av lättare death metal. Bandet startades 1994 i Oslo, Norge.
Extol tog en paus 2007, men i samband med att en dokumentärfilm började filmas hösten 2012 avslöjades det att det kommer ett nytt album med Peter Espevoll, David Husvik och Ole Børud. Albumet Extol lanserades 2013. Därefter tog bandet åter en paus.

## Medlemmar
Senaste medlemmar
- David Husvik – trummor (1993–2007, 2012–2015)
- Ole Børud – gitarr, basgitarr, sång (1996–2000, 2001–2004, 2012–2015)

Tidigare medlemmar
- Peter Espevoll – sång, growl (1993–2007, 2012–2015)
- Christer Espevoll – gitarr (1993–2004)
- Eystein Holm – basgitarr (1994–1999)
- Emil Nikolaisen – gitarr (1995–1996)
- Tor Magne Glidje – basgitarr, gitarr (1999–2001); gitarr (2004–2007)
- John Robert Mjåland – basgitarr (2001–2007)
- Ole Halvard Sveen – gitarr, sång (2004–2007)

Turnerande medlemmar
- Ole Vistnes – basgitarr (2014–2015)
- Marcus Bertilsson – gitarr (2014–2015)

## Diskografi
Demo
- 1997 – Embraced

Studioalbum
- 1998 – Burial
- 2000 – Undeceived
- 2003 – Synergy
- 2005 – The Blueprint Dives
- 2013 – Extol

EP
- 1999 – Mesmerized
- 2001 – Paralysis

Singlar
- 2000 – "And I Watch" / "Human Frailties Grave"
- 2013 – "Wastelands"

Annat
- 1996 – Northern Lights (delad album: Extol / Schaliach / Antestor / Groms)
- 2015 – Of Light And Shade (video, 2xDVD)